# メキシコ中部地震
メキシコ中部地震(メキシコちゅうぶじしん)は、現地時間 2017年9月19日13:14 (18:14 UTC) にメキシコプエブラの南約55 km (34 mi)を震源として発生した Mw7.1 の地震である。プエブラ州、モレロス州および、首都メキシコシティに被害が生じ、20以上の建物が崩壊した。

## 地震発生前
この日は32年前の大地震が発生した日でもあったことから午前中には各地で大規模な防災訓練や追悼式も行われていた。この日の訓練が午後には現実のものとなってしまうことになった。

## 被害・影響
| 地域           | 死者数 | 出典  |
| -------------- | ------ | ----- |
| ゲレーロ州     | 6      | [ 6 ] |
| モレロス州     | 74     | [ 6 ] |
| オアハカ州     | 1      | [ 6 ] |
| プエブラ州     | 45     | [ 6 ] |
| メヒコ州       | 15     | [ 6 ] |
| メキシコシティ | 220    | [ 6 ] |
| 計:            | 361    | [ 6 ] |

国際パラリンピック委員会は、世界パラ水泳選手権大会と世界パラパワーリフティング選手権大会を延期すると発表した。